# Rajd Niemiec 2003
Rezultaty Rajdu Niemiec (22. ADAC Rallye Deutschland), eliminacji Rajdowych Mistrzostw Świata w 2003 roku, który odbył się w dniach 25–27 lipca. Była to ósma runda czempionatu w tamtym roku i druga asfaltowa oraz piąta w Production Cars WRC. Bazą rajdu było miasto Trewir. Zwycięzcami rajdu została francusko-monakijska załoga Sébastien Loeb i Daniel Élena jadąca Citroënem Xsarą WRC. Wyprzedzili oni Finów Marcusa Grönholma i Timo Rautiainena w Peugeocie 206 WRC oraz Brytyjczyków Richarda Burnsa i Roberta Reida w Peugeocie 206 WRC. Z kolei zwycięzcami Production Cars WRC zostali Hiszpanie Daniel Solà i Alex Romaní w Mitsubishi Lancerze Evo 7.
Rajdu nie ukończyło czterech kierowców fabrycznych. Fin Tommi Mäkinen w Subaru Imprezie WRC odpadł na 6. odcinku specjalnym z powodu awarii alternatora. Francuz Didier Auriol w Škodzie Fabii WRC odpadł na 7. oesie z powodu awarii silnika, a jego partner z zespołu Fin Toni Gardemeister nie ukończył rajdu na 13. oesie z powodu awarii skrzyni biegów. Z kolei jego partner z zespołu Francuz Philippe Bugalski w Citroënie Xsarze WRC zakończył jazdę na 11. oesie na skutek awarii turbosprężarki.

## Klasyfikacja ostateczna (punktujący zawodnicy)
| Miejsce  | Zawodnik        | Pilot               | Samochód                | Czas      | Strata   | Grupa | Punkty |
| WRC      | WRC             | WRC                 | WRC                     | WRC       | WRC      | WRC   | WRC    |
| -------- | --------------- | ------------------- | ----------------------- | --------- | -------- | ----- | ------ |
| 1.       | Sébastien Loeb  | Daniel Élena        | Citroën Xsara WRC       | 3:46:50.4 |          | A8 M  | 10     |
| 2.       | Marcus Grönholm | Timo Rautiainen     | Peugeot 206 WRC         | 3:46:54.0 | +3.6     | A8 M  | 8      |
| 3.       | Richard Burns   | Robert Reid         | Peugeot 206 WRC         | 3:47:10.1 | +19.7    | A8 M  | 6      |
| 4.       | Colin McRae     | Derek Ringer        | Citroën Xsara WRC       | 3:47:21.8 | +31.4    | A8 M  | 5      |
| 5.       | Markko Märtin   | Michael Park        | Ford Focus WRC          | 3:47:48.3 | +57.9    | A8 M  | 4      |
| 6.       | Carlos Sainz    | Marc Martí          | Citroën Xsara WRC       | 3:48:29.0 | +1:38.6  | A8 M  | 3      |
| 7.       | François Duval  | Stéphane Prévot     | Ford Focus WRC          | 3:48:38.5 | +1:48.1  | A8 M  | 2      |
| 8.       | Petter Solberg  | Phil Mills          | Subaru Impreza WRC      | 3:49:20.6 | +2:30.2  | A8 M  | 1      |
| PCWRC    |                 |                     |                         |           |          |       |        |
| 1. (22.) | Daniel Solà     | Alex Romaní         | Mitsubishi Lancer Evo 7 | 4:11:45.9 |          | N4    | 10     |
| 2. (24.) | Martin Rowe     | Trevor Agnew        | Subaru Impreza WRX STi  | 4:16:18.8 | +4:32.9  | N4    | 8      |
| 3. (26.) | Janusz Kulig    | Maciej Szczepaniak  | Mitsubishi Lancer Evo 6 | 5:45:30.1 | +6:47.4  | N4    | 6      |
| 4. (27.) | Karamjit Singh  | Allen Oh            | Proton Pert             | 4:20:53.5 | +9:07.6  | N4    | 5      |
| 5. (29.) | Stig Blomqvist  | Ana Goñi            | Mitsubishi Lancer Evo 7 | 4:23:23.3 | +11:37.4 | N4    | 4      |
| 6. (34.) | Ricardo Triviño | Jordi Barrabès      | Mitsubishi Lancer Evo 7 | 4:31:18.2 | +19:32.3 | N4    | 3      |
| 7. (36.) | Constantin Aur  | Adrian Berghea      | Mitsubishi Lancer Evo 7 | 4:37:23.9 | +25:38.0 | N4    | 2      |
| 8. (38.) | Stefano Marrini | Massimo Agostinelli | Mitsubishi Lancer Evo 7 | 4:42:34.4 | +30:48.5 | N4    | 1      |

1. ↑  Litera M przy oznaczeniu grupy do której należy samochód oznacza, iż tylko ci kierowcy zdobywali punkty dla swoich zespołów liczonych w klasyfikacji producentów na koniec sezonu.

## Zwycięzcy odcinków specjalnych
| Dzień      | Odcinek | G. rozp. | Nazwa                       | Długość | Zwycięzca       | Czas    | Lider rajdu    |
| ---------- | ------- | -------- | --------------------------- | ------- | --------------- | ------- | -------------- |
| 1 (25 LIP) | SS1     | 10:29    | Stein und Wein – Ruwertal 1 | 17.21km | Richard Burns   | 9:37.5  | Richard Burns  |
| 1 (25 LIP) | SS2     | 10:52    | Dhrontal 1                  | 12.81km | Richard Burns   | 8:08.1  | Richard Burns  |
| 1 (25 LIP) | SS3     | 13:10    | Maiwald                     | 15.61km | Markko Märtin   | 9:01.4  | Richard Burns  |
| 1 (25 LIP) | SS4     | 13:35    | Panzerplatte Ost            | 35.42km | Markko Märtin   | 20:34.7 | Markko Märtin  |
| 1 (25 LIP) | SS5     | 16:21    | Stein und Wein – Ruwertal 2 | 17.21km | Richard Burns   | 9:37.8  | Richard Burns  |
| 1 (25 LIP) | SS6     | 17:04    | Dhrontal 2                  | 12.81km | Sébastien Loeb  | 8:00.7  | Richard Burns  |
| 1 (25 LIP) | SS7     | 20:05    | St. Wendel 1                | 6.24km  | Richard Burns   | 3:24.7  | Richard Burns  |
| 2 (26 LIP) | SS8     | 08:28    | Bosenberg 1                 | 17.02km | Marcus Grönholm | 9:16.8  | Richard Burns  |
| 2 (26 LIP) | SS9     | 09:21    | Peterberg 1                 | 10.55km | Markko Märtin   | 6:09.5  | Sébastien Loeb |
| 2 (26 LIP) | SS10    | 10:54    | Erzweiler 1                 | 19.98km | Markko Märtin   | 11:45.6 | Sébastien Loeb |
| 2 (26 LIP) | SS11    | 11:25    | Panzerplatte West 1         | 34.02km | Markko Märtin   | 19:31.9 | Sébastien Loeb |
| 2 (26 LIP) | SS12    | 13:53    | Erzweiler 2                 | 19.98km | Sébastien Loeb  | 11:40.6 | Sébastien Loeb |
| 2 (26 LIP) | SS13    | 14:24    | Panzerplatte West 2         | 34.02km | Markko Märtin   | 19:01.6 | Sébastien Loeb |
| 2 (26 LIP) | SS14    | 16:27    | Peterberg 2                 | 10.55km | Marcus Grönholm | 6:25.4  | Sébastien Loeb |
| 2 (26 LIP) | SS15    | 17:15    | Bosenberg 2                 | 17.02km | Markko Märtin   | 8:56.5  | Sébastien Loeb |
| 2 (26 LIP) | SS16    | 17:51    | St. Wendel 2                | 6.24km  | Roman Kresta    | 3:38.0  | Sébastien Loeb |
| 3 (27 LIP) | SS17    | 07:28    | Schones Moselland 1         | 15.29km | Colin McRae     | 9:03.6  | Sébastien Loeb |
| 3 (27 LIP) | SS18    | 07:58    | Moselwein 1                 | 16.55km | Colin McRae     | 10:04.5 | Sébastien Loeb |
| 3 (27 LIP) | SS19    | 09:16    | St. Wendeler Land 1         | 18.93km | Carlos Sainz    | 9:52.6  | Sébastien Loeb |
| 3 (27 LIP) | SS20    | 11:56    | St. Wendeler Land 1         | 15.29km | Markko Märtin   | 9:25.7  | Sébastien Loeb |
| 3 (27 LIP) | SS21    | 12:26    | Moselwein 2                 | 16.55km | Markko Märtin   | 10:31.2 | Sébastien Loeb |
| 3 (27 LIP) | SS22    | 13:44    | St. Wendeler Land 2         | 18.93km | Markko Märtin   | 10:32.3 | Sébastien Loeb |

## Klasyfikacja po 8 rundach
Tabele przedstawiają tylko pięć pierwszych miejsc.

### Kierowcy
| Lp. | Kierowca        | Pkt |
| --- | --------------- | --- |
| 1   | Richard Burns   | 43  |
| 2   | Carlos Sainz    | 39  |
| 3   | Marcus Grönholm | 38  |
| 4   | Sébastien Loeb  | 33  |
| 5   | Petter Solberg  | 30  |

### Producenci
| Lp. | Producent              | Pkt |
| --- | ---------------------- | --- |
| 1   | Marlboro Peugeot Total | 95  |
| 2   | Citroën Total          | 88  |
| 3   | Ford Rallye Sport      | 50  |
| 4   | 555 Subaru WRT         | 49  |
| 5   | Škoda Motorsport       | 20  |